# David Blair

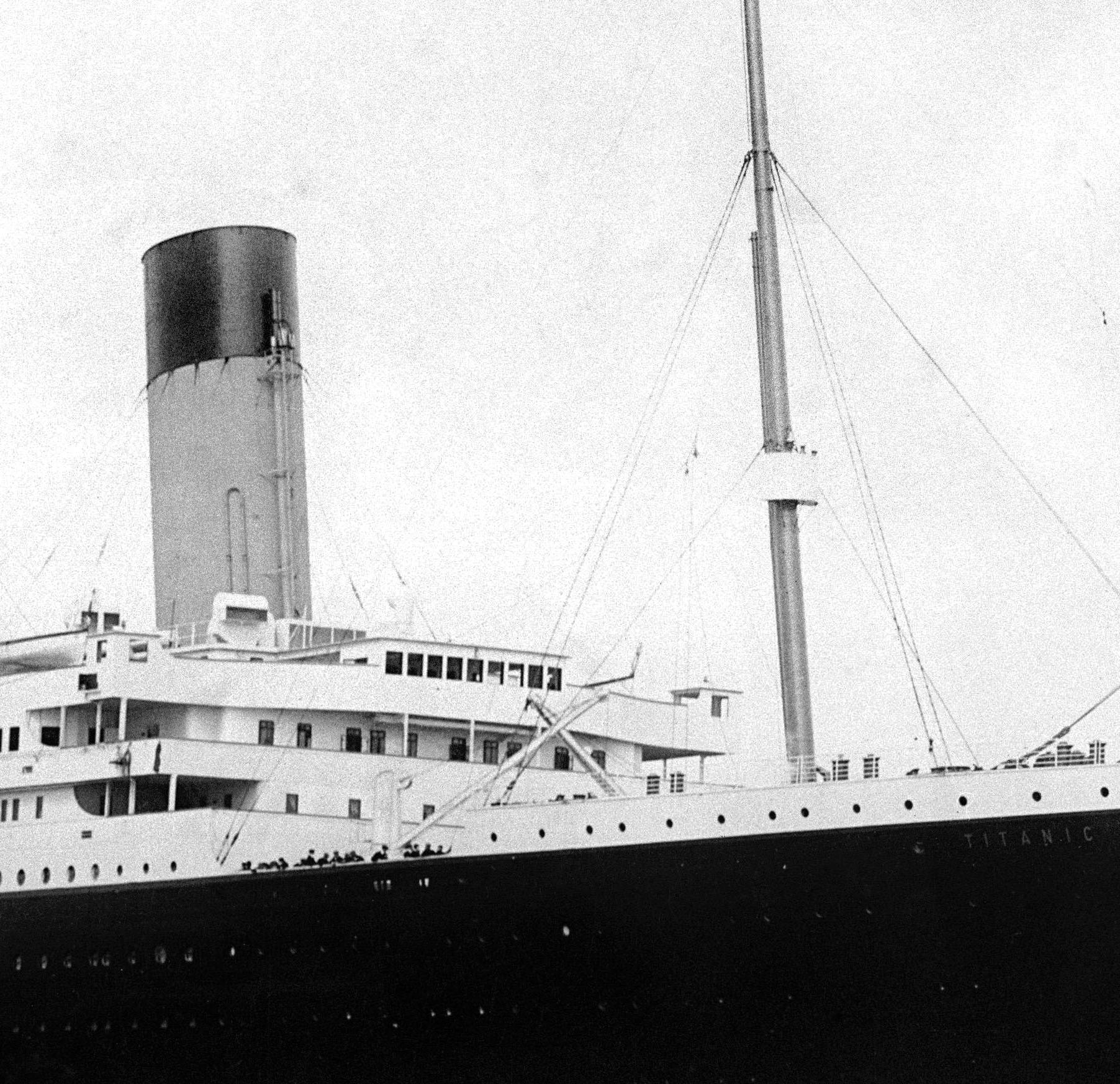
RMS Titanic: obsérvese el nido del cuervo en el mástil.

David Blair  (Broughty Ferry, 11 de noviembre de 1874 – Hendon, 10 de enero de 1955) fue un marino mercante británico de la White Star Line.
Estaba asignado como 2º oficial del RMS Titanic pero justo antes de su viaje inaugural fue reemplazado a último momento. Debido a su partida apresurada, se llevó accidentalmente la llave de un casillero de almacenamiento que se cree que contenía los binoculares destinados al nido del cuervo. La ausencia de éstos, dentro del puesto de vigías, fue uno de los principales factores contribuyentes al hundimiento del Titanic.

## 2º oficial delTitanic
Blair fue originalmente nombrado el segundo oficial de la nave insumergible. Había estado con el barco durante sus viajes de prueba para evaluar la navegabilidad del barco y el viaje final desde su lugar de construcción en Belfast.
Sin embargo la White Star Line decidió que Henry Wilde, el oficial jefe del RMS Olympic, tomara la posición, citando su experiencia con naves de la clase Olympic como una razón. El Oficial Jefe original William McMaster Murdoch y el Primer Oficial Charles Lightoller fueron bajados un paso en el rango, eliminando a Blair de la lista de comando. Blair escribió sobre la decepción de perder su posición en el Titanic en una postal a su cuñada días antes de la partida del transatlántico de Southampton, comentó: "Este es un barco magnífico, me siento muy decepcionado de no hacer su primer viaje".

### Vida posterior
En 1914 la White Star Line se puso a disposición de la Marina Real británica y participó en la Primera Guerra Mundial. Blair recibió el cargo de teniente, sirvió junto a Charles Lightoller en el RMS Oceanic y sobrevivió al naufragio en Foula.
Blair más tarde obtuvo la Medalla a la Gallardía Eminente (premio a la valentía), por haber saltado al agua en medio del atlántico para rescatar a un miembro de la tripulación. En los años 1980 su hija Nancy donó la polémica llave a la Sociedad Internacional de Marineros.

## Llave para los binoculares
Cuando abandonó el Titanic, el 9 de abril de 1912, se llevó accidentalmente la llave del casillero del nido del cuervo. Se cree que esta es una razón por la cual no había binoculares disponibles con la tripulación durante el viaje. Según otras versiones, los prismáticos no estaban en el casillero, sino que se quedaron en su cabina, o los llevó consigo cuando salió de la nave, ya que eran su conjunto personal de binoculares. La ausencia de ellos se convirtió en un punto de investigación como un factor en el hundimiento del Titanic, en las investigaciones posteriores.

### Indagatoria
Blair fue interrogado por la justicia estadounidense, en una comisión de investigación compuesta por miembros del Congreso de los Estados Unidos. Esta tenía un especial interés en determinar por qué el iceberg no fue visto.
Los vigilantes al momento de la colisión, Frederick Fleet y Reginald Lee, declararon que se les informó que no tendrían binoculares durante el viaje. A Fleet se le preguntó "¿Si hubieran tenido los prismáticos, hubieran visto el iceberg desde más lejos?", respondió que "lo habría visto un poco antes" y cuando se le preguntó "¿Cuánto antes?", contestó: "Bueno, lo suficiente como para salir del camino".
Blair fue absuelto y según el jurista Gary Slapper: "el olvido de Blair no fue una razón material del desastre, ya que hubo otras causas que intervinieron". La comisión descubrió que los otros marinos tenían binoculares y que ninguno los prestó al nido del cuervo.

### Actualidad
El 22 de septiembre de 2007 se vendió en un grupo de artículos, incluida una postal que Blair escribió a bordo del Titanic, a través de una subasta del naufragio; que además vendió un boleto de Belfast que alcanzó £ 32.000 y una postal enviada por un pasajero en £ 17.000. Sobre la importancia de la llave, los subastadores dijeron que era una conjetura que la llave podría haber salvado al Titanic si no hubiera salido del barco. También dijeron que el dinero de la subasta de la llave se usará para establecer una beca en nombre de Blair.
La llave fue comprada por Shen Dongjun, un millonario chino, en £ 90.000 y actualmente se exhibe en Nankín.